# معقوفة بابويانية
معقوفة بابويانية (الاسم العلمي:Falcatifolium papuanum) هي نوع من النباتات تتبع جنس المعقوفة من الفصيلة المعلاقية.